# Nicolai Jørgensen
Pour les articles homonymes, voir Jørgensen.
Nicolai Jørgensen, né le 15 janvier 1991 à Ballerup au Danemark, est un footballeur international danois qui joue au poste d'attaquant. Il est actuellement libre de tout contrat. 

## Biographie

### Carrière en club

#### AB Copenhague (2009-2010)
Né à Ballerup au Danemark, Nicolai Jørgensen est formé par l'AB Copenhague. Il fait ses débuts en professionnel lors d'une rencontre de championnat, alors que son équipe évolue en deuxième division danoise, le 2 avril 2009, face au Skive IK. Il entre en jeu et délivre une passe décisive sur le dernier but des siens ce jour-là, contribuant ainsi à la victoire de son équipe par trois buts à deux.

#### FC Copenhague (2012-2016)
Présent au FC Copenhague entre 2012 et 2016, il y joue un rôle important permettant au club de dominer le haut tableau du championnat pendant cette période. Il y dispute 137 matches et inscrit 51 buts toutes compétitions confondues.
Jørgensen remporte le championnat danois à deux reprises en 2013 et 2016. Il finit également deuxième meilleur buteur lors de la saison 2015-2016 avec 15 buts derrière le Lituanien Lukas Spalvis (18 buts), ainsi que meilleur buteur du club en 2014-2015 et 2015-2016 avec 12 et 19 buts toutes compétitions confondues.

#### Feyenoord Rotterdam (2016-2021)
Le 17 juin 2016, il est transféré pour cinq saisons au club néerlandais du Feyenoord Rotterdam. Le montant de la transaction est estimé à près de 3,5 millions d'euros.
Il est titulaire pour la Supercoupe des Pays-Bas 2016 mais ne peut empêcher la défaite de son équipe face au PSV Eindhoven (0-1). Il est également titulaire lors de la première journée de championnat face à Groningue, et marque le dernier but de son équipe pour une victoire 0-5 à l'extérieur. Il marque également lors de la deuxième journée face au FC Twente et est élu homme du match. Jørgensen enchaîne les bons résultats avec le club et marque son premier doublé en Eredivisie le 25 septembre 2016 contre le Roda JC (victoire 5-0). Grâce à son implication en championnat (6 buts en 8 apparitions), le Feyenoord Rotterdam enchaîne 8 victoires consécutives en championnat. 
Jørgensen brille aussi sur le plan européen avec son nouveau club, délivrant la passe décisive victorieuse à Tonny Vilhena contre le Manchester United de José Mourinho, le 15 septembre 2016 en Ligue Europa.
Il marque son premier doublé le 3 décembre 2016 lors du derby contre le Sparta Rotterdam (6-1). Il marque par la même occasion son dixième but en Eredivisie.
Le 12 mars 2017, il s'illustre en inscrivant un triplé et en délivrant deux passes décisives à Jens Toornstra et Dirk Kuyt face à l'AZ Alkmaar (5-2). Il est nommé homme du match.
Le 14 mai 2017, il remporte le championnat des Pays-Bas et termine par la même occasion meilleur buteur du championnat avec 21 buts.
Nicolai commence la saison 2017-2018 avec un but dès son premier match en Eredivisie face au FC Twente. Il reste muet lors de la Supercoupe des pays-bas 2017 face à Vitesse mais finit par donner la victoire au club aux tirs au but en transformant son tir (1-1, 4-2).
Après avoir manqué les deux premiers matches de la compétition, Jørgensen marque son premier but en Ligue des Champions pour le club néerlandais face au Chaktar Donetsk le 1er novembre 2017 mais ne peut empêcher la défaite de son équipe 3-1.
Le 14 juin 2019 il prolonge son contrat avec le Feyenoord jusqu'en juin 2022.

#### Kasimpasa SK (2021-2022)
En 2021, il rejoint pour une saison le championnat turc.

#### Retour au FC Copenhague
En janvier 2022, il signe jusqu'au terme de la saison au FC Copenhague.
L'expérience ne dure que six mois, puisque Jørgensen n'est pas prolongé, le club ne lui ayant fait aucune proposition et il quitte le club à la fin de son contrat, en juin 2022.

### En sélection nationale
Le 11 novembre 2011, Nicolai Jørgensen honore sa première sélection avec le Danemark à l'occasion d'un amical face à la Suède (victoire 2-0).
Le 14 novembre 2015, l'attaquant danois inscrit son premier but en sélection nationale contre la même équipe de Suède lors des barrages de l'Euro 2016. Malgré son but, sa sélection est éliminée et ne participe donc pas au championnat d'Europe. Il récidive contre l'Islande avec un doublé le 24 mars 2016.
le 14 novembre 2017, le Danemark pour se qualifier pour la Coupe du Monde 2018 affronte en barrages la sélection irlandaise. Après un match nul 0-0 obtenu à domicile, Les Dynamites Danoises doivent gagner le match retour pour espérer un billet pour le mondial. Jørgensen contribue ce jour-là à la victoire écrasante de son équipe (1-5) en offrant une passe décisive à l'homme du match Christian Eriksen, auteur d'un triplé. Grâce à cette performance le Danemark se qualifie. 
Nicolai participe à la Coupe du monde en Russie en tant qu'avant centre principal. Il joue les matches de poules contre Le Pérou (1-0) et l'Australie (1-1), offrant même une passe décisive à Christian Eriksen face à l'Australie. Laissé au repos par son sélectionneur Åge Hareide face à la France, il rentre en jeu en huitièmes de finales face à la Croatie à l'heure de jeu et arrive à se montrer dangereux mais ne trouve pas le chemin des filets. Il est finalement malheureux sur la séance de tirs au but, étant après Eriksen et Lasse Schöne le troisième joueur à manquer son tir, arrêté par le gardien Croate Danijel Subašić. Le Danemark s'arrête ainsi en huitièmes et Nicolai quitte le mondial sans le moindre but inscrit malgré trois rencontres disputées.

## Palmarès

### En club
- FC Copenhague
  - Champion du Danemark en 2013 et 2016
  - Vainqueur de la Coupe du Danemark en 2015 et 2016.

- Feyenoord Rotterdam
  - Champion des Pays-Bas en 2017.
  - Vainqueur de la Supercoupe des Pays-Bas en 2017.
  - Vainqueur de la Coupe des Pays-Bas en 2018.

### Distinctions personnelles
- Meilleur buteur du championnat des Pays-Bas 2016-2017 (21 buts).
- Meilleur passeur du championnat des Pays-bas 2016-2017 (14 passes décisives).

## Statistiques

### En club
| Saison                | Club                     | Championnat           | Championnat | Championnat | Coupe(s) nationale(s) | Coupe(s) nationale(s) | Compétition(s) continentale(s) | Compétition(s) continentale(s) | Compétition(s) continentale(s) | Autres compétitions | Autres compétitions | Autres compétitions | Total | Total |
| Saison                | Club                     | Division              | M.          | B.          | M.                    | B.                    | Comp.                          | M.                             | B.                             | Comp.               | M.                  | B.                  | M.    | B.    |
| 2008-2009             | AB Copenhague            | 1. Division           | 8           | 0           | -                     | -                     | -                              | -                              | -                              | -                   | -                   | -                   | 8     | 0     |
| 2009-2010             | AB Copenhague            | 1. Division           | 23          | 7           | 1                     | 1                     | -                              | -                              | -                              | -                   | -                   | -                   | 24    | 8     |
| Sous-total            | Sous-total               | Sous-total            | 31          | 7           | 1                     | 1                     | -                              | -                              | -                              | -                   | -                   | -                   | 32    | 8     |
| 2010-2011             | Bayer Leverkusen         | Bundesliga            | 9           | 0           | 1                     | 0                     | C3                             | 8                              | 0                              | -                   | -                   | -                   | 18    | 0     |
| 2011-2012             | Bayer Leverkusen         | Bundesliga            | 1           | 0           | -                     | -                     | C1                             | 2                              | 0                              | -                   | -                   | -                   | 3     | 0     |
| Sous-total            | Sous-total               | Sous-total            | 10          | 0           | 1                     | 0                     | -                              | 10                             | 0                              | -                   | -                   | -                   | 21    | 0     |
| 2011-2012             | FC Kaiserslautern (prêt) | Bundesliga            | 5           | 0           | -                     | -                     | -                              | -                              | -                              | -                   | -                   | -                   | 5     | 0     |
| Sous-total            | Sous-total               | Sous-total            | 5           | 0           | -                     | -                     | -                              | -                              | -                              | -                   | -                   | -                   | 5     | 0     |
| 2012-2013             | FC Copenhague (prêt)     | Superliga             | 27          | 11          | 1                     | 0                     | C1+C3                          | 4+4                            | 1+0                            | -                   | -                   | -                   | 36    | 12    |
| 2013-2014             | FC Copenhague            | Superliga             | 16          | 7           | 2                     | 0                     | C1                             | 6                              | 1                              | -                   | -                   | -                   | 24    | 8     |
| 2014-2015             | FC Copenhague            | Superliga             | 25          | 10          | 4                     | 0                     | C1+C3                          | 2+6                            | 0+2                            | -                   | -                   | -                   | 37    | 12    |
| 2015-2016             | FC Copenhague            | Superliga             | 31          | 15          | 5                     | 2                     | C3                             | 4                              | 2                              | -                   | -                   | -                   | 40    | 19    |
| Sous-total            | Sous-total               | Sous-total            | 99          | 43          | 12                    | 2                     | -                              | 26                             | 6                              | -                   | -                   | -                   | 137   | 51    |
| 2016-2017             | Feyenoord Rotterdam      | Eredivisie            | 32          | 21          | 3                     | 2                     | C3                             | 6                              | 2                              | SC                  | 1                   | 0                   | 42    | 25    |
| 2017-2018             | Feyenoord Rotterdam      | Eredivisie            | 26          | 10          | 3                     | 1                     | C1                             | 4                              | 2                              | SC                  | 1                   | 0                   | 34    | 13    |
| 2018-2019             | Feyenoord Rotterdam      | Eredivisie            | 24          | 7           | 4                     | 3                     | C3                             | 0                              | 0                              | SC                  | 0                   | 0                   | 28    | 10    |
| 2019-2020             | Feyenoord Rotterdam      | Eredivisie            | 13          | 5           | 2                     | 0                     | C3                             | 2                              | 0                              | -                   | -                   | -                   | 17    | 5     |
| 2020-2021             | Feyenoord Rotterdam      | Eredivisie            | 19          | 3           | 1                     | 0                     | C3                             | 3                              | 0                              | -                   | -                   | -                   | 23    | 3     |
| Sous-total            | Sous-total               | Sous-total            | 114         | 46          | 13                    | 6                     | -                              | 15                             | 4                              | -                   | 2                   | 0                   | 144   | 56    |
| Total sur la carrière | Total sur la carrière    | Total sur la carrière | 259         | 96          | 27                    | 9                     | -                              | 50                             | 10                             | -                   | 2                   | 0                   | 338   | 115   |

### Buts en sélection nationale
| No | Date               | Stade, ville, pays                                  | Adversaire    | Résultat | Compétition                       |
| -- | ------------------ | --------------------------------------------------- | ------------- | -------- | --------------------------------- |
| 1  | 14 novembre 2015   | Friends Arena, Solna, Suède                         | Suède         | 1-2      | Barrages Euro 2016                |
| 2  | 24 mars 2016       | MCH Arena, Herning, Danemark                        | Islande       | 2-1      | Match amical                      |
| 3  | 24 mars 2016       | MCH Arena, Herning, Danemark                        | Islande       | 2-1      | Match amical                      |
| 4  | 31 août 2016       | CASA Arena Horsens, Horsens, Danemark               | Liechtenstein | 5-0      | Match amical                      |
| 5  | 31 août 2016       | CASA Arena Horsens, Horsens, Danemark               | Liechtenstein | 5-0      | Match amical                      |
| 6  | 16 novembre 2016   | Mestsky Stadion, Mlada Boleslav, République tchèque | Tchéquie      | 1-1      | Match amical                      |
| 7  | 10 juin 2017       | Stade central, Almaty, Kazakhstan                   | Kazakhstan    | 1-3      | Éliminatoires Coupe du monde 2018 |
| 8  | 1er septembre 2017 | Parken Stadium, Copenhague, Danemark                | Pologne       | 4-0      | Éliminatoires Coupe du monde 2018 |